# Rudolf Samojlovič
Rudolf Lazarjevič Samojlovič (rusky Рудольф Лазаревич Самойлович; 1. záříjul./ 13. září 1881greg. Azov - 4. března 1939 Leningrad) byl ruský a sovětský polární badatel, geograf, geolog, profesor a doktor věd. Proslavil se jako velitel výpravy ledoborce Krasin, která zachránila trosečníky ze vzducholodi Italia. Byl zatčen a popraven v období stalinských čistek.

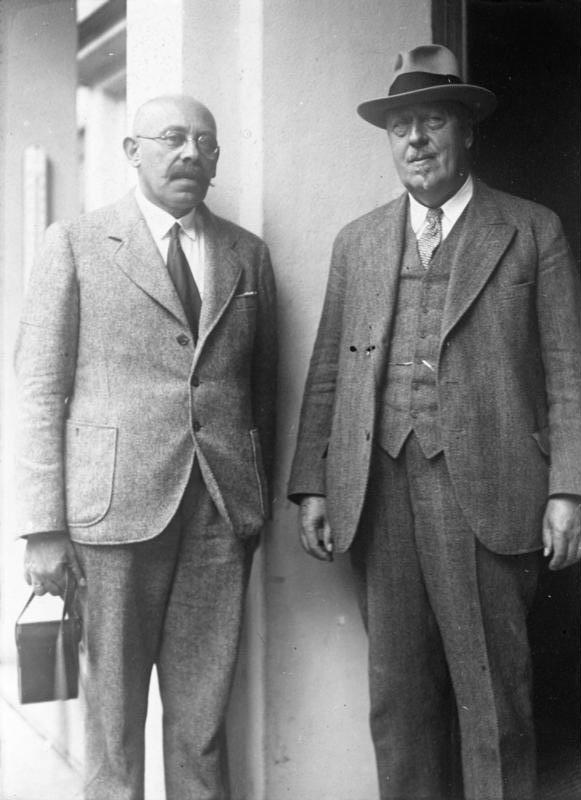
Rudolf Samojlovič (vlevo) s Hugo Eckenerem v červenci 1931